# Jarikaba
Jarikaba es un ressort en el distrito de Saramacca en Surinam.
En su flanco este Jarikaba limita con el ressort de Wanica, por el sur con Kampong Baroe, por el oeste con Groningen y al norte con Wayamboweg.
Según datos del censo del 2004, en el ressort de Jarikaba habitan 4808 personas.